# NGC 7734
NGC 7734 ist eine Balken-Spiralgalaxie vom Hubble-Typ SBb im Sternbild Tukan am Südsternhimmel. Sie ist schätzungsweise 467 Millionen Lichtjahre von der Milchstraße entfernt und hat einen Durchmesser von etwa 195.000 Lj.
Gemeinsam mit NGC 7733 bildet sie eine interagierendes Galaxienpaar.
Das Objekt wurde am 2. November 1834 von John Herschel entdeckt.